# Eibenberg
Eibenberg är ett berg i Österrike.   Det ligger i distriktet Gmunden och förbundslandet Oberösterreich, i den centrala delen av landet, 200 km väster om huvudstaden Wien. Toppen på Eibenberg är 1 598 meter över havet, eller 761 meter över den omgivande terrängen. Bredden vid basen är 6,2 km.
Terrängen runt Eibenberg är bergig åt sydväst, men åt nordost är den kuperad. Närmaste större samhälle är Ebensee, 4,0 km nordväst om Eibenberg. 
I omgivningarna runt Eibenberg växer i huvudsak blandskog. Runt Eibenberg är det ganska tätbefolkat, med 58 invånare per kvadratkilometer.